# Paul Lotman
Paul Lotman est un joueur américain de volley-ball né le 3 novembre 1985 Lakewood (Californie). Il mesure 2,00 m et joue réceptionneur-attaquant. Il totalise 4 sélections en équipe des États-Unis.

## Clubs
| Club               | Pays    | De        | À         |
| ------------------ | ------- | --------- | --------- |
| PAOK Salonique     | Grèce   | 2008-2009 | 2008-2009 |
| Stade Poitevin     | France  | 2009-2010 | 2009-2010 |
| Marmi Lanza Vérone | Italie  | 2010-2011 | 2010-2011 |
| Resovia Rzeszow    | Pologne | 2011-2012 | …         |

## Palmarès
- Championnat d'Amérique du Nord
  - Finaliste : 2009